# Iphinoe
Iphinoe (altgriechisch Ἰφινόη Iphinóē) ist in der griechischen Mythologie die Tochter des Proitos von Tiryns.
Sie und ihre beiden Schwestern Iphianassa und Lysippe verfielen durch den Zorn der Hera (oder des Dionysos) dem Wahnsinn und durchirrten lange Zeit die Peloponnes. Lysippe und Iphianassa konnten von dem Seher Melampus geheilt werden, Iphinoe war bereits gestorben.